# تيري جونسون
تيري جونسون (بالإنجليزية: Terry Johnson)‏ (30 أغسطس 1949 المملكة المتحدة - ) هو لاعب كرة قدم بريطاني يلعب كمهاجم.